# Atactosturmia politana
Atactosturmia politana là một loài ruồi trong họ Tachinidae.